# 鸣凤亭
鸣凤亭，位于中国广东省河源市源城区鳄湖公园内，为河源市的一个市、县级文物保护单位，类型为古建筑，公布时间为1986年3月。
鸣凤亭的历史年代为清代。清乾隆二十年（公元1755年），河源县令张起麟发现源城镇城东门上的凤鸣桥桥面狭窄，不利于行人通过，遂下令加宽加高、重修加固，并在凤鸣桥上修建了亭子，取名“鸣凤亭”。此后鸣凤亭几经战乱风雨，逐渐荒废。至1922年，在邑人黄兆蓉等人的倡导下，鸣凤亭得到修复。亭子呈方形，长6米，宽5.4米，高3.5米，为四角攒尖顶。鸣凤亭由四根花岗岩石柱承重，亭顶为绿色琉璃瓦。四周檐楣和内壁均有精美彩绘。鸣凤亭的石柱上有两副对联，向西一侧的对联为：“亭可纳凉热客何妨留印爪；桥当大路丈夫过此便昂头”；向东一侧的对联为“倚槛面梧光回亭院疑栖凤；凭栏把钓浪激池塘近化龙”。清代诗人邝成英曾有诗赞美鸣凤亭：“一翼桥亭桥鸣凤，双城湖畔舞飞鸾。掀波塔影鱼惊跃，夹岸松阴鸟语欢。”
在县市政委员会和镇政府的拨款下，1983年和2000年两次重修，亭内刻有《重修碑记》及捐款者名录，1986年登录为县级文物保护单位，2006年登录为河源市文物保护单位。鸣凤亭已被列入《河源市城市紫线规划（2016—2020）》。